# Friedrichswalde (Blankenberg)
Koordinaten: 53° 46′ N, 11° 45′ O
Friedrichswalde ist ein Ortsteil der Gemeinde Blankenberg in Mecklenburg-Vorpommern.

## Geografie
Friedrichswalde liegt im Norden des Landkreises Ludwigslust-Parchim, vier Kilometer nordöstlich von Brüel und nahe dem Südufer des Groß Labenzer Sees. Die Umgebung ist bewaldet, lediglich im Süden befindet sich eine Lichtung. Westlich von Friedrichswalde liegt der Harmsee, der über einen Verbindungsgraben mit dem südlich des Ortes liegenden Penziner See verbunden ist. Die Geländehöhe fällt von der Ortsmitte zu den Seen von 40 auf unter 30 Meter ab.
Etwa zwei Kilometer südöstlich des Ortes befindet sich das Anwesen Friedrichswalde Weiche. Hier gab es bis etwa Mitte des 20. Jahrhunderts eine Güterladestelle an der Bahnstrecke Bad Kleinen–Rostock.

## Geschichte
1833 war Friedrichswalde ein Mannlehen-Rittergut und in Besitz des Kammerdirektors Friedrich Ludwig von Flotow. Erwähnt wird in dieser Zeit auch ein im Ort existenter Teerofen. Am 1. Juli 1950 wurde Friedrichswalde nach Blankenberg eingemeindet.

## Sehenswürdigkeiten
Unter Denkmalschutz stehen im Ort der Schlosspark, das Wedekind-Mausoleum, das Alte Forsthaus und ein Pferdestall.

### Jagdschloss Friedrichswalde

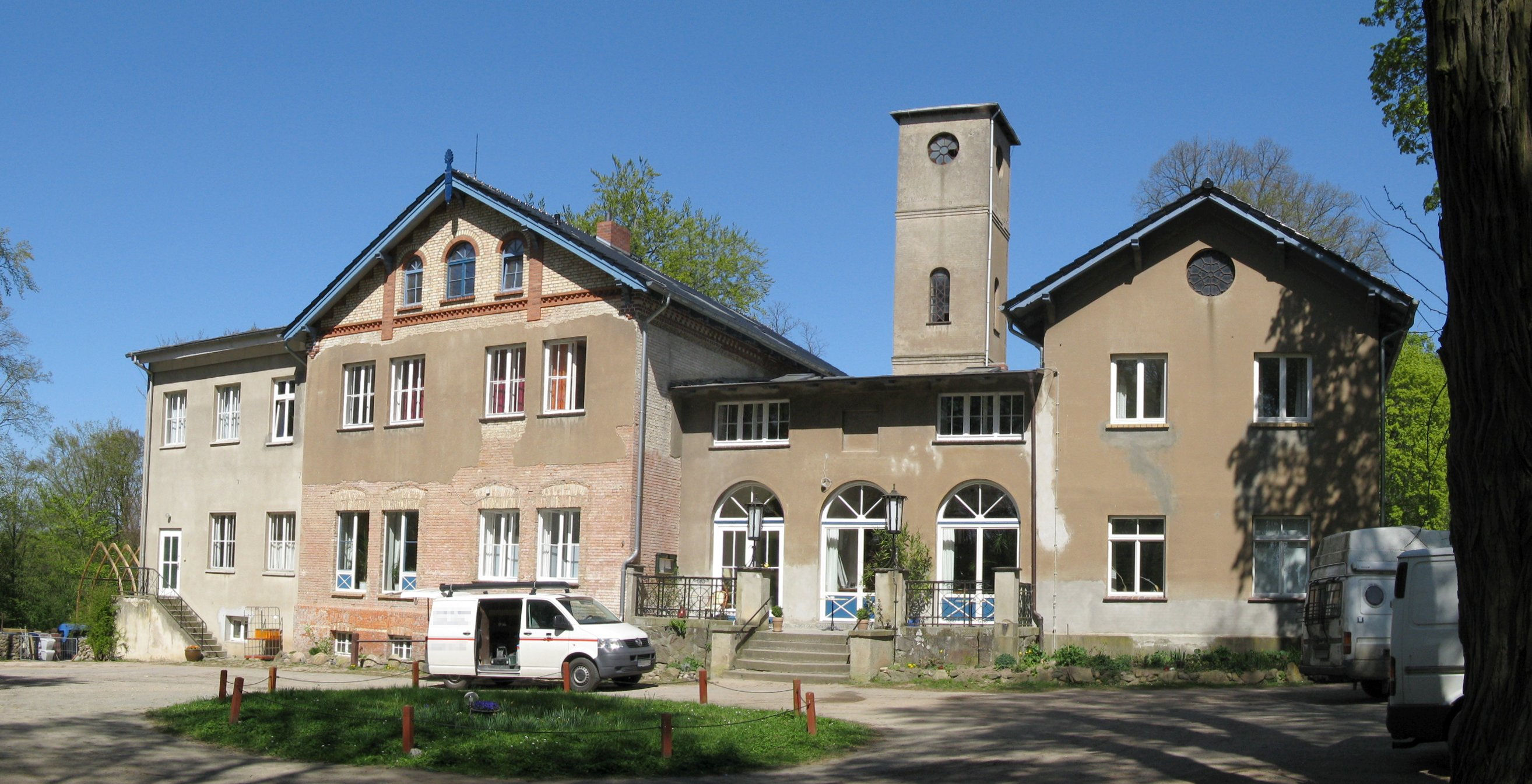
Jagdschloss Friedrichswalde

Das Herrenhaus mit Park erwarb um 1880 der Kaufmann und Generalkonsul Paul Wedekind, Sohn des deutsch-italienischen Kaufmanns und Kunstmäzens Karl Wedekind. Paul Wedekind, dessen Familie wirtschaftliche Interessen im italienischen Ölhandel wahrnahm, lebte vorwiegend in Berlin und nutzte den etwa 1000 Hektar umfassenden Besitz in Friedrichswalde, Penzin und Klein-Görnow ausschließlich jagdlich.
Das Gebäude besitzt einen dreigeschossigen Turm an der Rückseite und wurde in der Vergangenheit baulich stark vereinfacht. In der DDR-Zeit diente es als Sport- und Erholungsheim des DTSB. Auch heute ist das in Privatbesitz befindliche Anwesen Hotel und Ferienanlage. Schrittweise werden Baumaßnahmen durchgeführt, die dem Gebäude zu altem Glanz verhelfen sollen.

### Mausoleum und Bronzener Hirsch

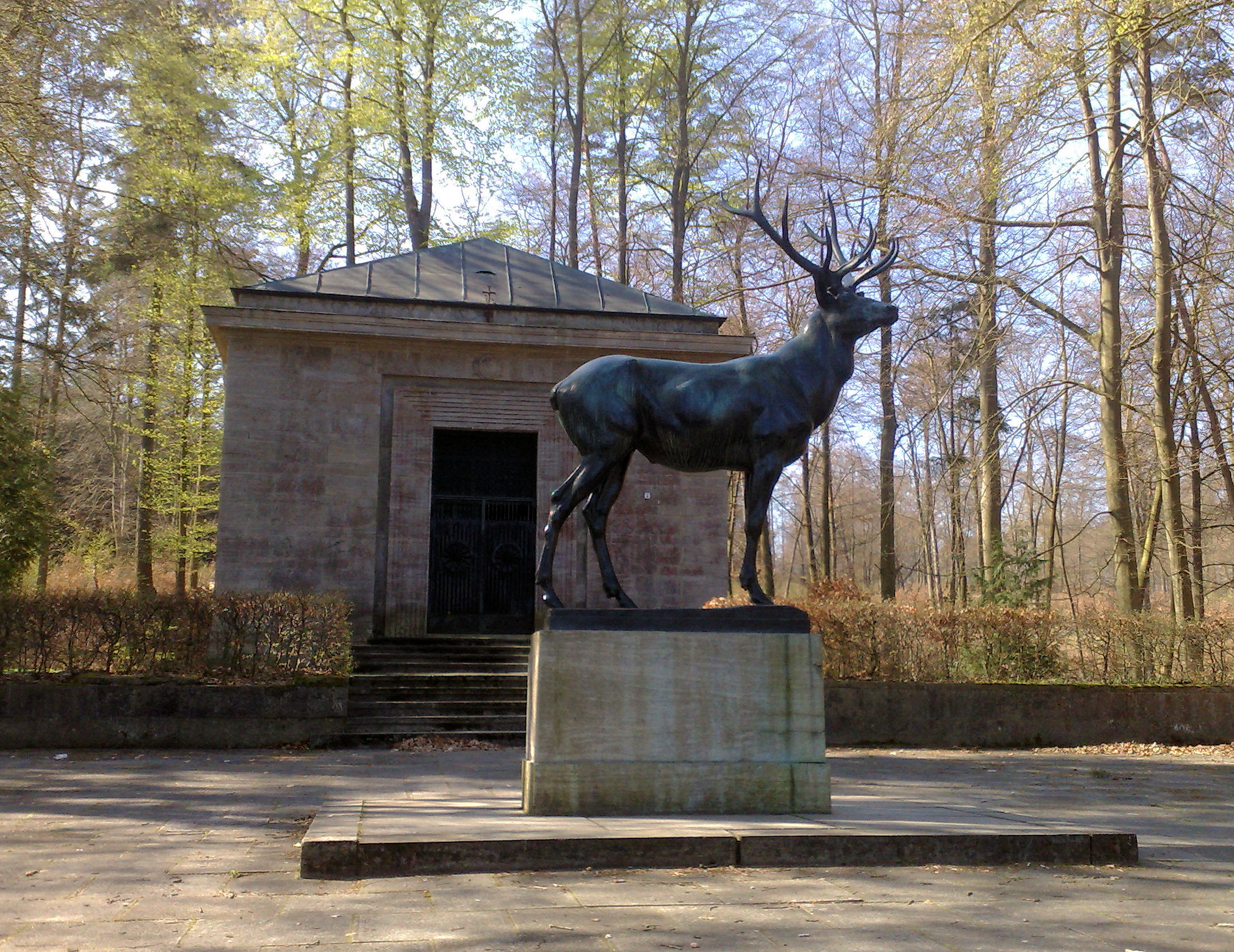
Mausoleum mit Bronzenem Hirsch

Innerhalb des Waldes am Groß Labenzer See wurde 1914 ein Mausoleum für Paul Wedekind und seine Familienangehörigen errichtet. Zur Anlage gehört eine Skulptur eines bronzenen Hirsches, ein etwa 100 Kilogramm schweren Hohlkörper, von Louis Tuaillon. Gegossen wurde die Figur in der Bronzegießerei Noack in Berlin. Zum Groß Labenzer See führt eine steinerne Treppe. 1945 schossen Soldaten der Roten Armee auf die Plastik, woher die über Jahrzehnte sichtbaren Einschusslöcher stammten. Die Stätte wurde auch zu DDR-Zeiten durch Vereine gepflegt. In dieser Zeit wurde einmal eine bronzene Grabplatte gestohlen und wieder aufgefunden. Nach der Wende kam es vermehrt zu Vandalismusschäden, weshalb das Mausoleum verschlossen wurde und seither nicht mehr zugänglich ist.
Der Bronzene Hirsch wurde Anfang Juli des Jahres 2007 gestohlen. Bereits am 10. Juli wurde die Plastik zersägt auf dem Gelände einer Metallaufbereitungsfirma in Schwerin aufgefunden. Neben dem Geweih waren auch die Beine inklusive der Grundplatte abgetrennt worden; die Diebe hatten es vermutlich auf den reinen Materialwert abgesehen. Im September 2007 wurden die Einzelteile der Tierskulptur in die Gießerei verbracht, in der sie einst gegossen worden war. Neben dem Zusammensetzen des Hirsches wurden auch die Einschusslöcher von 1945 entfernt. Die Restaurierungsarbeiten wurden durch Nachkommen der Wedekinds und Spenden finanziert. Die Enthüllung der reparierten Skulptur erfolgte am 24. Mai 2008 im Rahmen einer Feier, an der hunderte Bürger teilnahmen.